# Andira ormosioides
Andira ormosioides är en ärtväxtart som beskrevs av George Bentham. Andira ormosioides ingår i släktet Andira och familjen ärtväxter. Inga underarter finns listade i Catalogue of Life.